# دراغيوتين نايدانوفيتش
دراغوتين نايدانوفيتش (15 أبريل 1908 – 3 نوفمبر 1981) لاعب كرة قدم صربي راحل كان يجيد اللعب في خط الهجوم .
شارك مع منتخب يوغوسلافيا في بطولة كأس العالم 1930 في الأوروغواي ولعب مباراة واحدة أمام بوليفيا في الدور الأول .

## روابط خارجية
- دراغيوتين نايدانوفيتش على موقع الاتحاد الدولي (مؤرشف)  (الإنجليزية)
- دراغيوتين نايدانوفيتش على موقع قاعدة بيانات كرة القدم.إي يو (الإنجليزية)
- دراغيوتين نايدانوفيتش على موقع ناشيونال فوتبول تيمز (الإنجليزية)
- دراغيوتين نايدانوفيتش على موقع عالم كرة القدم.نت (الإنجليزية)